# Cipeundeuy (Bojong)
Cipeundeuy is een bestuurslaag in het regentschap Purwakarta van de provincie West-Java, Indonesië. Cipeundeuy telt 4114 inwoners (volkstelling 2010).